# Vandrør
 For alternative betydninger, se Ledning.
Vandrør eller vandledninger er rør til transport af vand i ledningsnet eller i husstande, sædvanligvis brugsvand. Rør til afledning af vand kaldes kloakrør, og rør i forbindelse med varmeforsyning kaldes varmerør. Vandrør i Danmarks ledningsnet, som primært kaldes vandledninger, består oftest af polyethylen (PE), polyvinylchlorid (PVC) og stål. Enkelte steder kan der findes rør af det asbestholdige ældre materiale eternit. I husstande findes ofte installationer af krydsbundet polyethylen (PEX), messing og rustfrit stål.
I moderne danske installationer vil der som regel være to rør: Et til koldt vand og et til varmt. Der kan dog være et tredje rør til varmt vand i forbindelse med brugsvandscirkulation. I moderne installationer isoleres vandrørene til både det kolde og det varme vand.
De fleste vandrør i danske hjem er af varmforzinket stål, dvs. galvaniseret stål. De kan gennemtæres hvis de kombineres med kobberlegerede materialer som messing. Vandrør af rustfrit stål eller plastik har ikke det problem.
Vandet hårdhed har også betydning for korrosionens hastighed: Blødt vand får rørene til at korrodere hurtigere end hårdt vand, fordi det hårde vand efterlader et beskyttende kalklag .

## Tidlig historie
Det menes at de første vandrør installeret i Danmark var fra Emdrup Sø til Københavns Slot. De blev lagt i 1560'erne da Frederik II anlagde en vandkunst (et springvand). Der blev lagt 1500 ”trærender” af ca. 8 alens (6 m) længde. Emdrup sø er 15 m over havet og kunne give et passende vandtryk til springvandet.
I årene umiddelbart før 1600 begyndte de større gårde i byen at få vandledninger fra vandposten på Gammeltorv, og i løbet af 1600-årene blev der ført flere hovedledninger fra Emdrup Sø ind i byen. Vandet anvendtes i de offentlige vandposte og brønde, men der var også private grundejere, der sørgede for at få vandet ind på egen grund.
Ledningerne blev samlet med jernbøsninger, og de steder, hvor der var behov for afvigelser (stikledninger) fra hovedlinjen, anvendtes blyrør.
Der var to væsentlige problemer ved anvendelse af træ som rør: Træet rådnede og rørene forskubbede sig. Det betød, at forbrugerne af Københavns drikkevand klagede over at deres vand var uhumsk og fyldt med dyr. Om det var rørmaterialets skyld eller fordi vandet kom fra nærtliggende søer er ukendt, men en koleraepidemi i 1853 gjorde udslaget og Hovedstaden fik en gennemgribende omlægning af ferskvandsforsyningen og fik hurtigt 100 km vandrør af jern.[kilde mangler]
Vandrør af træ er under udgravningen til Cityringen fundet under Rådhuspladsen.